# Leucandra vaginata
Leucandra vaginata är en svampdjursart som beskrevs av Lendenfeld 1885. Leucandra vaginata ingår i släktet Leucandra och familjen Grantiidae.
Artens utbredningsområde är havet kring Australien. Inga underarter finns listade i Catalogue of Life.